# کیم سه جین
کیم سه جین (کره‌ای: 김세진) بازیکن سابق و مربی فعلی والیبال اهل کره جنوبی است.